# Median-Verlag
Der Median-Verlag ist ein Fachverlag mit Sitz in Heidelberg. Er ist spezialisiert auf Publikationen zum Thema Hören und gibt unter anderem die für den Berufsstand erste und bis heute erscheinende Zeitschrift „Hörakustik“ heraus. Die vollständige Bezeichnung Median-Verlag von Killisch-Horn GmbH geht auf den Gründer Hans-Jürgen von Killisch-Horn zurück. Er übernahm 1968 zwei Zeitschriften des Energie-Verlages und machte sich damit selbständig. Heute erscheinen im Median-Verlag vier Fachzeitschriften, eine Kundenzeitschrift, ein Publikumsmagazin und zahlreiche Fachbücher. Der Verlag ist regelmäßig auf dem jährlich stattfindenden Kongress der Europäischen Hörgeräteakustiker e. V. (EUHA) vertreten. Geschäftsführer des Verlages ist seit 2005 Björn Kerzmann.

## Periodika

### Fachzeitschriften
In den 1960er-Jahren entstand in Deutschland der Beruf des Hörgeräteakustikers und damit ein Bedarf an der Verbreitung von entsprechenden Fachinformationen. Daher wurde die Zeitschrift „Der Hörgeräte-Akustiker“ entwickelt. Sie erschien 1966 zum ersten Mal und ist „offizielles Organ der Bundesinnung der Hörgeräteakustiker“ (biha). Seit seiner Gründung 1968 gibt der Median-Verlag die Zeitschrift heraus. 1987 erhielt sie den heutigen Namen „Hörakustik“. Die Zeitschrift erscheint monatlich. Sie richtet sich an alle Hörgeräteakustiker in Deutschland, Österreich und der Schweiz. Die Inhalte umfassen aktuelle Branchen-Nachrichten, fachwissenschaftliche Beiträge, Informationen zur Verbands- und Branchenpolitik sowie zu Produkten und Unternehmensführung. Außerdem enthält die Zeitschrift berufsbegleitende Informationen für Auszubildende des Handwerks an der Akademie für Hörgeräte-Akustik (AHA) in Lübeck.
Der Median-Verlag veröffentlicht darüber hinaus die „Zeitschrift für Audiologie/Audiological Acoustics“. Sie enthält Fachbeiträge für Audiologen, also aktuelle Forschungsergebnisse und Kurzfassungen wissenschaftlicher Arbeiten. Die Beiträge erscheinen teilweise in englischer Sprache. Außerdem informiert die Deutsche Gesellschaft für Audiologie (DGA) darin ihre Mitglieder über Tagungen und Veranstaltungen. Es erscheinen vier Ausgaben der Zeitschrift pro Jahr.
Der Berufsverband der Deutschen Hörgeschädigtenpädagogen (BDH) gibt im Median-Verlag seit 1999 die Zeitschrift „HörgeschädigtenPädagogik“ heraus. Er informiert seine Mitglieder darin über aktuelle Forschungsergebnisse, technische Neuerungen, praktische Erfahrungen und Fachveranstaltungen. Die Zeitschrift erscheint alle zwei Monate.

### Publikumszeitschrift
Mit dem Magazin „Spektrum Hören“ gibt der Verlag seit 2007 auch eine Publikumszeitschrift heraus. Bis dahin hatte die Bundesgemeinschaft der Eltern und Freunde hörgeschädigter Kinder e. V. die Zeitschrift veröffentlicht. Zielgruppe sind hörbeeinträchtige Menschen und deren Angehörige, insbesondere Eltern von Kindern mit Hörproblemen, sowie Hörpädagogen und Therapeuten. Das Magazin beinhaltet Beiträge zu Wissen, Technik, Gesundheit und Lifestyle. „Spektrum Hören“ wird seit 2011 in Kooperation mit dem Deutschen Schwerhörigenbund e. V. (DSB) erstellt. Die Zeitschrift wird sechs Mal pro Jahr veröffentlicht, jeweils im Februar, April, Juni, August, Oktober und Dezember.

## Buchsortiment und Zusatzangebote
Neben den Periodika ist der Median-Verlag auch Herausgeber wissenschaftlicher Fachbücher zu den Themen Hören, Sprache, Stimme und Gehör sowie Hörgeschädigtenpädagogik. 1980 wurde der Verlag um eine Versandbuchhandlung erweitert. Der Median-Verlag gestaltet zudem eine Kundenzeitschrift mit dem Titel „Neues Hören“ für Hörgeräteakustiker und verkauft Werbemittel wie Kalender, Gruß- und Glückwunschkarten, Poster.